# Davide Ricci Bitti
Davide Ricci Bitti (né le 12 février 1984 à Medicina, dans la province de Bologne, en Émilie-Romagne, en Italie) est un coureur cycliste italien.

## Palmarès
- 2005
  - 1re étape du Giro Ciclistico Pesche Nettarine di Romagna
  - 3e de la Coppa Città di Bozzolo
- 2006
  - 2e du Giro del Montalbano
- 2007
  - Giro del Compitese
  - 3e de la Coppa San Geo

## Résultats sur les grands tours

### Tour d'Italie
1 participation 
- 2011 : 148e

## Classements mondiaux
| Année           | 2005 | 2006 | 2007 | 2008 | 2009 | 2010 | 2011  |
| --------------- | ---- | ---- | ---- | ---- | ---- | ---- | ----- |
| UCI Europe Tour | 940e |      | 712e |      |      |      | 1054e |